# Curt Gowdy

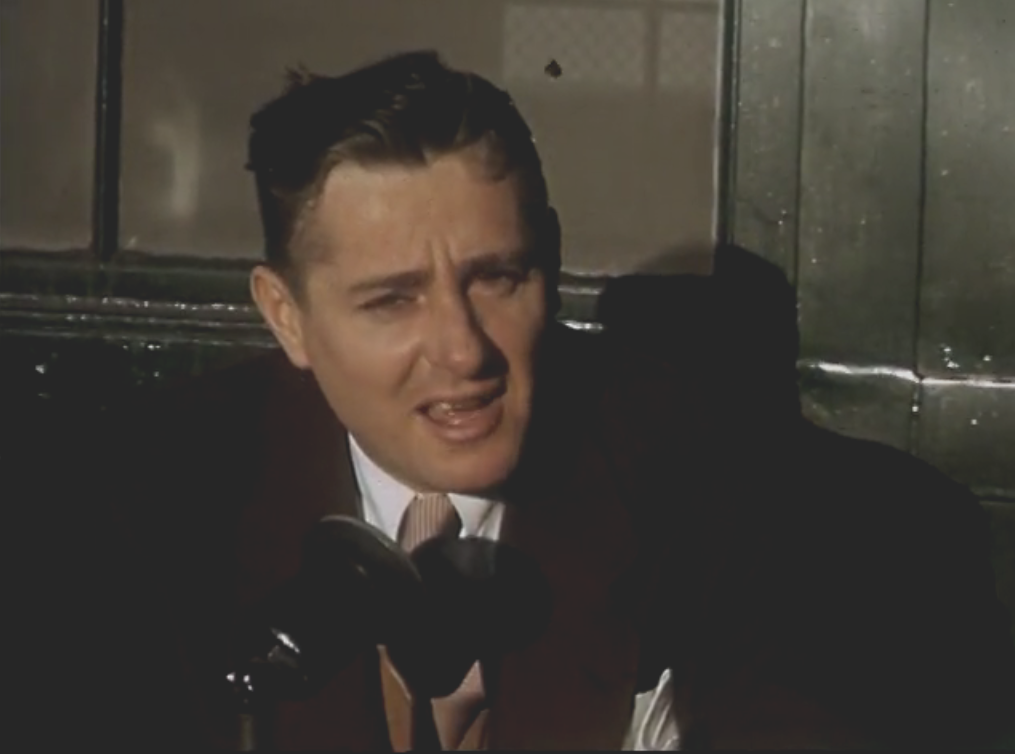
Curt Gowdy

Curt Gowdy (* 31. Juli 1919 in Green River, Wyoming; † 20. Februar 2006 in Palm Beach, Florida) war ein bekannter US-amerikanischer Sportkommentator. Er war viele Jahre lang Kommentator der Boston Red Sox.

## Leben und Karriere
Gowdy begann seine Karriere 1949 an der Seite von Mel Allen als Radio- und Fernsehkommentator von Spielen der New York Yankees in der Major League Baseball. Von 1951 bis 1965 arbeitete er für die Red Sox aus Boston. Gemeinsam mit Paul Christman kommentierte er die ersten fünf Spielzeiten der American Football League.
Im Laufe seiner Karriere war er unter anderem für folgende Vereine, Sender und Sportarten tätig:
- Wyoming Cowboys, American Football und Basketball
- Oklahoma Sooners, American Football und Basketball
- Übertragungen der National Hockey League auf NBC
- New England Patriots
- National Basketball Association

1988 hatte Gowdy einen Gastauftritt als Sportkommentator in der Filmkomödie Die nackte Kanone sowie 2001 in Summer Catch. Zu hören war er unter anderem in dem Film Der Himmel soll warten (1978) und der Komödie BASEketball (1998).

## Auszeichnungen und Ehrungen
1970 erhielt Gowdy als erster Sportkommentator den Peabody Award. 1981 wurde er in die National Sportswriters and Sportscasters Hall of Fame aufgenommen und 1985 in die Hall of Fame der American Sportscasters Association1984 erhielt er den Ford C. Frick Award der Baseball Hall of Fame, 1993 den Pete Rozelle Award der Pro Football Hall of Fame. 1992 erhielt er einen Emmy Award für sein Lebenswerk. Die Boston Red Sox nahmen ihn 1995 in ihre Hall of Fame auf.
2008 wurde Gowdy in die Sports Broadcasting Hall of Fame aufgenommen.
Nach Gowdy wurde 1972 der Curt Gowdy State Park in Wyoming benannt.
Nach seinem Tod benannte die Gemeinde Green River (Wyoming) im Oktober 2006 ein Gebäude des United States Postal Service in "Curt Gowdy Post Office Building" um.